# Droga I/14 (Słowacja)
Droga krajowa 14 (słow. Cesta I/14) – droga krajowa I kategorii w środkowej Słowacji. Arteria łączy drogę krajową nr 59 w rejonie Bańskiej Bystrzycy z położoną przy trasie nr 65 miejscowością Turčianske Teplice. Jedno-jezdniowa trasa prowadzi przez górzysty obszar Wielkiej Fatry i Gór Kremnickich. Dawniej była drogą II kategorii i posiadała numer 577.